# Ferdinand Kinsky
Contele Ferdinand Kinsky (n. 25 octombrie 1934, Praga, Cehoslovacia – d. 22 noiembrie 2020, Viena, Austria) a fost un politolog german și militant federalist european. A fost descendent al familiei Kinsky, una din familiile aristocratice majore din Austria și Germania – era fratele principesei Maria de Liechtenstein, soția actualului principe domnitor al Liechtensteinului și nepotul baronesei Bertha von Suttner, scriitoare și lauretă a Premiului Nobel pentru Pace în 1905. A fost președintele Consiliului Științific la Institutul European de Înalte Studii Internaționale din Nisa și vicepreședinte al Consiliului Centrului Internațional de Formare Europeană. În 1997 a primit titlul de Doctor honoris causa la Universitatea Liberă Internațională din Moldova (ULIM).